# 赫普芬根
赫普芬根是德国巴登-符腾堡州的一个市镇。总面积30.49平方公里，总人口3140人，其中男性1553人，女性1587人（2011年12月31日），人口密度103人/平方公里。